# Kaffeine
Kaffeine este un media player compatibil cu sistemele de operare Unix-like care rulează numai pe interfața KDE.
1. ↑  Release 2.0.18 (în engleză), 14 mai 2019, accesat în 4 august 2019
2. ↑   https://mail.kde.org/pipermail/kde-announce-apps/2019-May/005515.html Lipsește sau este vid: |title= (ajutor)
3. ↑  The kaffeine Open Source Project on Open Hub: Languages Page (în engleză), Open Hub, accesat în 18 iulie 2018